# Škurativci
Škurativci (česky Škuratovce, ukrajinsky Шкуратівці, maďarsky Bereghalmos) jsou ves na Ukrajině, v Zakarpatské oblasti, v okrese Mukačevo, ve vesnické komunitě Velyki Lučky, v obci Kaľnyk. V roce 2024 zde žilo 113 obyvatel.
Ves byla součástí Uherska, poté byla (na základě Trianonské smlouvy) součástí Československa. Od roku 1945 byly Škurativci součástí Ukrajinské sovětské socialistické republiky, která byla součástí SSSR, a nakonec od roku 1991 jsou součástí samostatné Ukrajiny.